# Vestreno

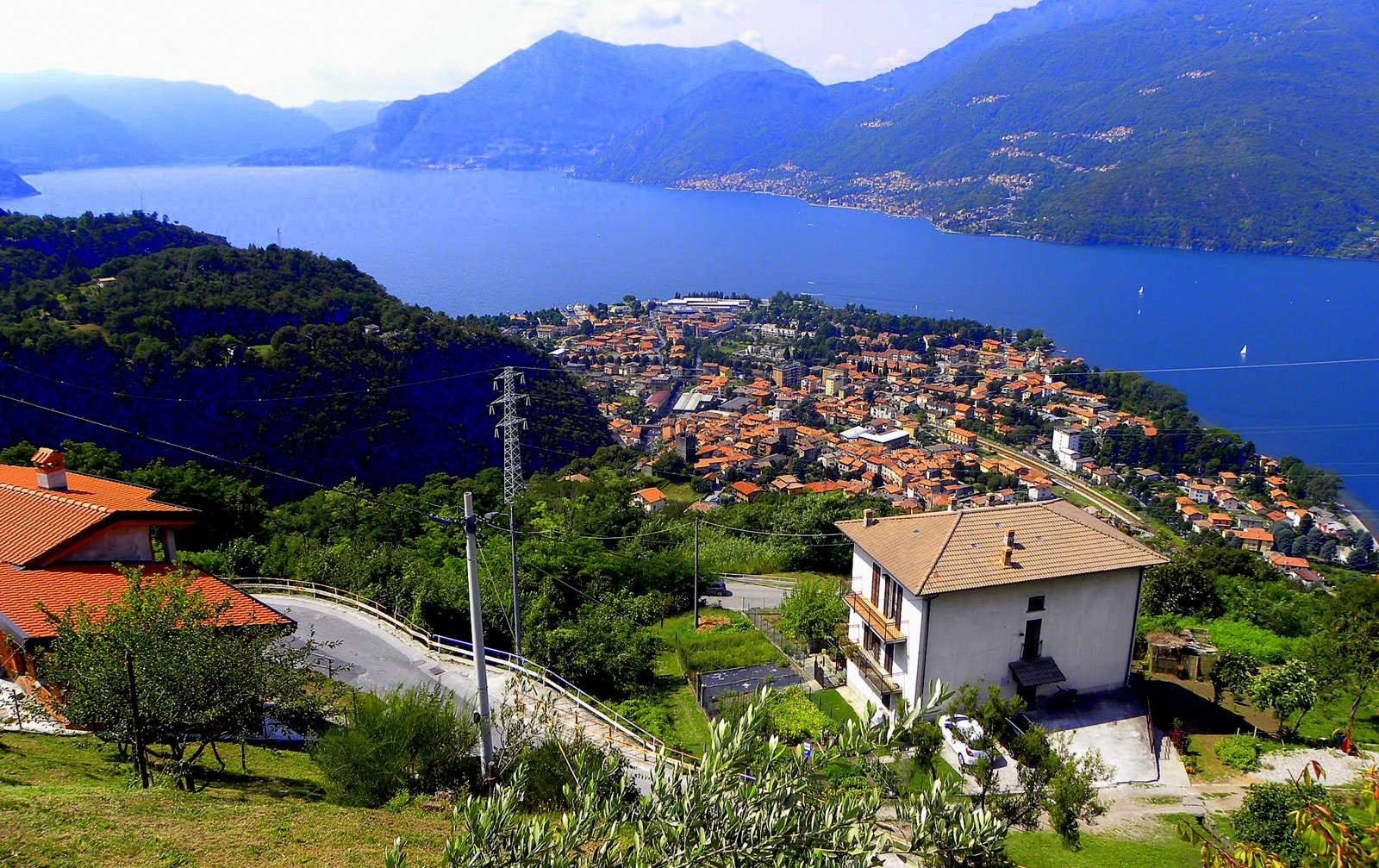
Vestreno

Vestreno ist eine Fraktion der Gemeinde Valvarrone in der Provinz Lecco in der italienischen Region Lombardei. 

## Geographie
Vestreno liegt etwa 25 km nördlich der Provinzhauptstadt Lecco und 70 km nördlich der Millionen-Metropole Mailand.
Die Nachbargemeinden waren Dervio, Dorio und Sueglio.

## Geschichte
Die Gemeinde Vestreno wurde am 1. Januar 2018 mit Introzzo und Tremenico zur neuen Gemeinde Valvarrone zusammengeschlossen. Zur Gemeinde Vestreno gehörten die Fraktionen Masatele, Bondal, Acqui, Grasagne und Olgiatsch. Die Gemeinde hatte zuletzt mit 310 Einwohnern (Stand 31. Dezember 2016). 